# Leptinopterus nitidus
Leptinopterus nitidus is een keversoort uit de familie vliegende herten (Lucanidae). De wetenschappelijke naam van de soort is voor het eerst geldig gepubliceerd in 1930 door Lüderwaldt.